# Marathon Be the Best
Vous pouvez aider à l'améliorer ou bien discuter des problèmes sur sa page de discussion.
- Son texte doit être wikifié : il ne correspond pas à la mise en forme Wikipédia (style, typographie, liens internes, liens entre les wikis, etc.). (Marqué depuis mai 2023)
- Il est orphelin : moins de trois articles lui sont liés. Aidez à ajouter des liens en plaçant le code [[Marathon Be the Best]] dans les articles relatifs au sujet. (Marqué depuis mai 2023)

Le Marathon Be the Best est une compétition sportive internationale qui se déroule annuellement au Bénin, composée de courses et de marches,. La compétition est organisée par l'organisation non gouvernementale Be The Best, initialement dans la ville de Porto-Novo avant de s'étendre à Cotonou en 2022. 

## Édition de Porto-Novo
Le Marathon Be the Best de Porto Novo est le plus grand Évènement sportif international de la capitale du Bénin.
La cinquième édition de ce marathon a lieu à Porto-Novo le dimanche 14 août 2022,,. 

## Édition de Cotonou
Après trois éditions du marathon organisées à Porto-Novo, une première édition est réalisée à Cotonou en 2022. Plus de 5 000 compétiteurs sont attendus pour l'édition 2023.

## Disciplines
La compétition est composée de plusieurs catégories, notamment les catégories marche (5 km), course (10 km), semi-marathon (21 km) et marathon (42 km),,.

### Vainqueurs du marathon
| Année | Hommes                | Femmes                              |
| ----- | --------------------- | ----------------------------------- |
| 2018  | Oraja Lagblé (Ghana)  | Bentille Djerikou Allassane (Bénin) |
| 2019  | John Kudanu (Ghana)   | Bentille Djerikou Allassane (Bénin) |
| 2021  | Raja Lagble           | Bentille Djerikou Allassane (Bénin) |
| 2022  | Solomow (Kenya)       | Cheptoeck (Kenya)                   |
| 2023  | Malan Yamputi (Ghana) | Bentille Djerikou Allassane (Bénin) |